# 1811 en photographie
| Années de la photographie : 1808 - 1809 - 1810 - 1811 - 1812 - 1813 - 1814    |
| Décennies de la photographie : 1780 - 1790 - 1800 - 1810 - 1820 - 1830 - 1840 |

Cet article présente les faits marquants de l'année 1811 en photographie.

## Événements
- Nicéphore Niépce, pendant le blocus continental, mène des expériences sur la culture du pastel des teinturiers pour en extraire une teinture.

## Naissances
- 29 janvier : Vittorio della Rovere, jésuite et photographe italien, mort le 28 février 1863.
- 30 janvier : Constance Fox Talbot, photographe britannique, morte le 9 septembre 1880.
- 12 mars : Albert Southworth, photographe américain, fondateur avec Josiah Johnson Hawes du studio Southworth & Hawes, mort le 3 mars 1894.
- 20 avril : Jean-Baptiste Alary, photographe français, actif en Algérie, mort le 11 mars 1899.
- 22 avril : Israël Kiek, photographe néerlandais, mort le 14 mai 1899.
- 5 mai : John William Draper, chimiste et photographe américain, mort le 4 janvier 1882.
- 3 juin : Charles Aubry, dessinateur industriel et photographe français, mort le 22 mars 1877.
- 7 juin : Marie-Alexandre Alophe, dit Adolphe Menut, peintre et photographe français, mort le 4 août 1883.
- 1er juillet : Adolphe Dallemagne, peintre et photographe français, mort le 25 mai 1882.
- 26 août : Jean Nicolas Truchelut, horloger, inventeur et photographe français, mort le 23 juillet 1890.
- 12 septembre : Samuel Heer, photographe suisse, mort le 27 avril 1889.
- Date précise non renseignée ou inconnue :
  - Claude-Marie Ferrier (de), photographe français, mort le 13 juin 1889.

## Décès
- 4 mars : Gilles-Louis Chrétien, peintre et graveur français, inventeur du physionotrace, procédé mécanique pour l'exécution et la reproduction mécanique des portraits, un des appareils qui précédèrent l'invention de la photographie, né le 5 février 1754.